# Битка на Вратарници (1883)
Битка на Вратарници, вођена 31. октобра/12. новембра 1883, била је последња битка Тимочке буне. Завршена је поразом устаника.

## Позадина

### Тимочка буна
Побуна против непарламентарне владе Краља Милана, испровоцирана укидањем дотадашње народне војске и одузимањем оружја од народа, избила је у Кривом Виру 21. октобра 1883. и до 24. октобра захватила цео Бољевачки срез и Црноречки округ, изузев самог Зајечара. У устаничком логору на Честобродици окупило се око 3.000 устаника, а мања одељења упућена су на све стране ради ширења устанка. Устаници из Бољевца су 25. октобра изазвали побуну у Сокобањи, где је устанички одбор преузео власт. Устаници из Сокобање су већ 26. октобра побунили народне војнике у Књажевцу, које је окружни командант позвао под оружје како би одбранио град и војне магацине од устаника из суседног округа. Локални чиновници су затворени, а власт у целом књажевачком округу преузео је Привремени управни одбор, на чијем су челу стајали истакнути чланови Народне радикалне странке Аца Станојевић и Михаило Веселиновић.

### Ратне операције
Изнудивши наредбу од окружног команданта, устанички Одбор одмах је позвао на оружје све народне војнике књажевачког округа (укупно 8 батаљона, од чега само 4 потпуно наоружана, са 4 топа) и направио ратни план за ширење устанка у суседне крајеве. До 27. октобра прикупљена су 4 батаљона I класе (са пушкама) и 4 батаљона II класе (већином без ватреног оружја), али су уједно стигле и вести о поразима сокобањских устаника у Бањској клисури (26. октобра) и бољевачких устаника на Честобродици (27. октобра). У таквој ситуацији, књажевачки одбор упутио је 28. октобра две чете I класе са два топа у помоћ Сокобањи и један батаљон (4 чете) I класе у помоћ Бољевчанима. Један батаљон I и један батаљон II класе остали су у Дервену (Сврљигу) и на Грамади, како би бранили књажевачки округ од напада краљевске војске из Ниша. На вести да се Зајечар није придружио устанку, два батаљона I класе упућена на север, да заузму Зајечар, који је бранила снажна посада састављена од 3 батерије стајаће војске и чувара јавне безбедности.

## Супротстављене снаге

### Устаници
Устаничке снаге које су које су 28. октобра ујутро кренуле да нападну Зајечар састојале су се од III тимочког батаљона I класе, јачине око 500 бајонета, под командом Маринка Марковића, коме је као политички делегат Извршног одбора и помоћник у командовању придодат Љуба Божиновић. Батаљон је стигао до села Грљана недалеко од Зајечара 28. октобра увече, сазнавши успут од разбијених бољевачких устаника који су бежали према Књажевцу да је њихов напад на Зајечар претходног дана завршен поразом. Иако су народни војници били расположени за борбу, командир Маринко и Божиновић су по изричитом наређењу извршног одбора започели преговоре са командантом зајечарске посаде, потпуковником Блажом Јурковићем, тражећи мирну предају града и пуштање око 150 заробљених устаника. Чекајући појачање, потпуковник је послао у сусрет устаницима делегацију зајечарских грађана, међу којима су били и највиђенији радикали у граду, понудивши им петодневно примирје. Док су устаници губили време у преговорима, у Зајечар је стигао одред од 80 чувара јавне безбедности из Неготина и батаљон стајаће војске из Бољевца. Видећи да су надмудрени, командир Маринко и Божиновић су наредили повлачење у Књажевац, али су њихови војници, и даље борбено расположени и огорчени због пасивног командовања, одбили да се повуку даље од села Вратарнице на Тимоку, на самој граници Књажевачког округа. Ту су стали и заузели одбрамбене положаје, пошто су народни војници одбили свако даље повлачење, претећи старешинама побуном. Ту им се 30. октобра придружио и I књажевачки батаљон I класе под командом Николе Филиповића Муње, јачине 432 војника (354 са пибодовкама и 52 са руским спредњачама),  који им је 29. октобра упућен у помоћ из Књажевца преко Новог Хана. Командир Муња је у то време већ био капитулантски расположен и оклевао је да ступи у борбу, али му је командир Маринко силом одузео три чете које су учествовале у бици на Вратарници 30. октобра.